# (137108) 1999 AN10
(137108) 1999 AN10 es un asteroide que forma parte de los asteroides Apolo descubierto el 13 de enero de 1999 por el equipo del Lincoln Near-Earth Asteroid Research desde el Laboratorio Lincoln, Socorro, Nuevo México, Estados Unidos.
El 7 de agosto de 2027, este asteroide pasará a 389 866 kilómetros (0,0026 ua) de la Tierra.
| Fecha & Hora         | Acercamiento a | Distancia nominal |
| -------------------- | -------------- | ----------------- |
| 2027-agosto-07 06:48 | Luna           | 763 391 km        |
| 2027-agosto-07 07:11 | Tierra         | 389 866 km        |

## Designación y nombre
Designado provisionalmente como 1999 AN10. 

## Características orbitales

Animación de la órbita de 1999 de AN10 - Acercamiento cercano en 2027
Amarillo - Sol
Azul real - Tierra
Magenta - 1999 AN10

1999 AN10 está situado a una distancia media del Sol de 1,458 ua, pudiendo alejarse hasta 2,278 ua y acercarse hasta ,6386 ua. Su excentricidad es 0,562 y la inclinación orbital 39,93 grados. Emplea 643,475 días en completar una órbita alrededor del Sol.
Se han encontrado en imágenes desde 1955 y ha sido observado 166 veces desde 1955 hasta 2006.
De acuerdo a los investigadores Andrea Milani, Steven R. Chesley y Giovanni B. Valsecchi hay una posibilidad entre diez millones de que 1999 AN10 pudiera volver en curso de impacto en 2039.

## Características físicas
La magnitud absoluta de 1999 AN10 es 17,9. 